# 벨벳 골드마인
벨벳 골드마인(Velvet Goldmine)은 1998년 개봉한 드라마 영화이다.

## 줄거리
1970년대 영국에서 유행하던 글램록 최고의 스타인 브라이언 슬레이드(조나단 리스 마이어스 분)가 월드투어 콘서트에서 암살되는 사건이 벌어진다. 그러나 이 사건은 그의 자작극이었다는 것이 곧 밝혀지고, 브라이언은 많은 이들의 비난을 받는다. 그 후 그는 무대에서 사라지며 사람들에게 점차 잊혀진다.
10년 후, 뉴욕 헤럴드의 기자 아서 스튜어트(크리스찬 베일 분)는 당시 자작극의 특집 기사를 맡아 영국을 방문한다. 어린 시절 브라이언의 열렬한 팬이었던 아서는 기사 작성을 위해 브라이언의 전 매니저와 그의 부인 맨디(토니 콜렛 분), 그리고 동료이자 스캔들 상대였던 커트 와일드(이완 맥그리거 분)를 차례로 만나며 자신의 우상이었던 브라이언을 회상하게 된다. 그러면서 모두에서 잊혀졌던 브라이언의 놀라운 진실을 만나게 되는데...

## 캐스팅
- 이완 맥그리거 : 커트 와일드 역
- 조나단 리스 마이어스 : 브라이언 슬레이드 역
- 크리스찬 베일 : 아서 스튜어트 역
- 토니 콜렛 : 맨디 역
- 에디 이저드 : 제리 역
- 에밀리 우프 :섀넌 역
- 마이클 피스트 :세실 역
- 마이리드 맥킨리 : 와일드 가정부 역
- 루크 모건 올리버 : 오스카 와일드, 8 역
- 오쉰 존스 : 잭 페어리, 7 역
- 워시 웨스트모얼랜드
- 자넷 맥티어 : 나레이션 역(목소리 출연)

## 수상
- 2011년 4회 FILM LIVE : KT&G 상상마당 음악영화제 (초청) Taster's Choice 토드 헤인스
- 2014년 14회 서울프라이드영화제 (초청) 레인보우 섹션 / 파랑 토드 헤인스
- 2014년 7회 FILM LIVE : KT&G 상상마당 음악영화제 (초청) 오프닝 트랙(개막작) 토드 헤인스, 글램 토드 헤인스